# Linaria angustissima
Linaria angustissima är en grobladsväxtart som först beskrevs av Jean Loiseleur-Deslongchamps, och fick sitt nu gällande namn av Borbás. Linaria angustissima ingår i släktet sporrar, och familjen grobladsväxter. Inga underarter finns listade i Catalogue of Life.